# 紅米5 Plus
紅米5 Plus是小米科技於2017年12月7日發表的智能手機，以平價全螢幕手機設計為賣點。採用高通驍龍625處理器、5.99吋2160×1080 FHD+螢幕、3GB／4GB記憶體、32GB／64GB儲存空間、Android 7.1.2（MIUI 9）。
2018年2月14日，小米在印度舉行發佈會，发布了紅米Note 5手机，该版本红米Note 5手机与中国大陆版本紅米5 Plus除名称外无任何区别。

## 外部連結
- （简体中文）紅米5 Plus中國大陸 （页面存档备份，存于）
- （繁體中文）紅米5 Plus台灣 （页面存档备份，存于）
- （繁體中文）紅米5 Plus香港 （页面存档备份，存于）